# GICON-Höhenwindrad Schipkau

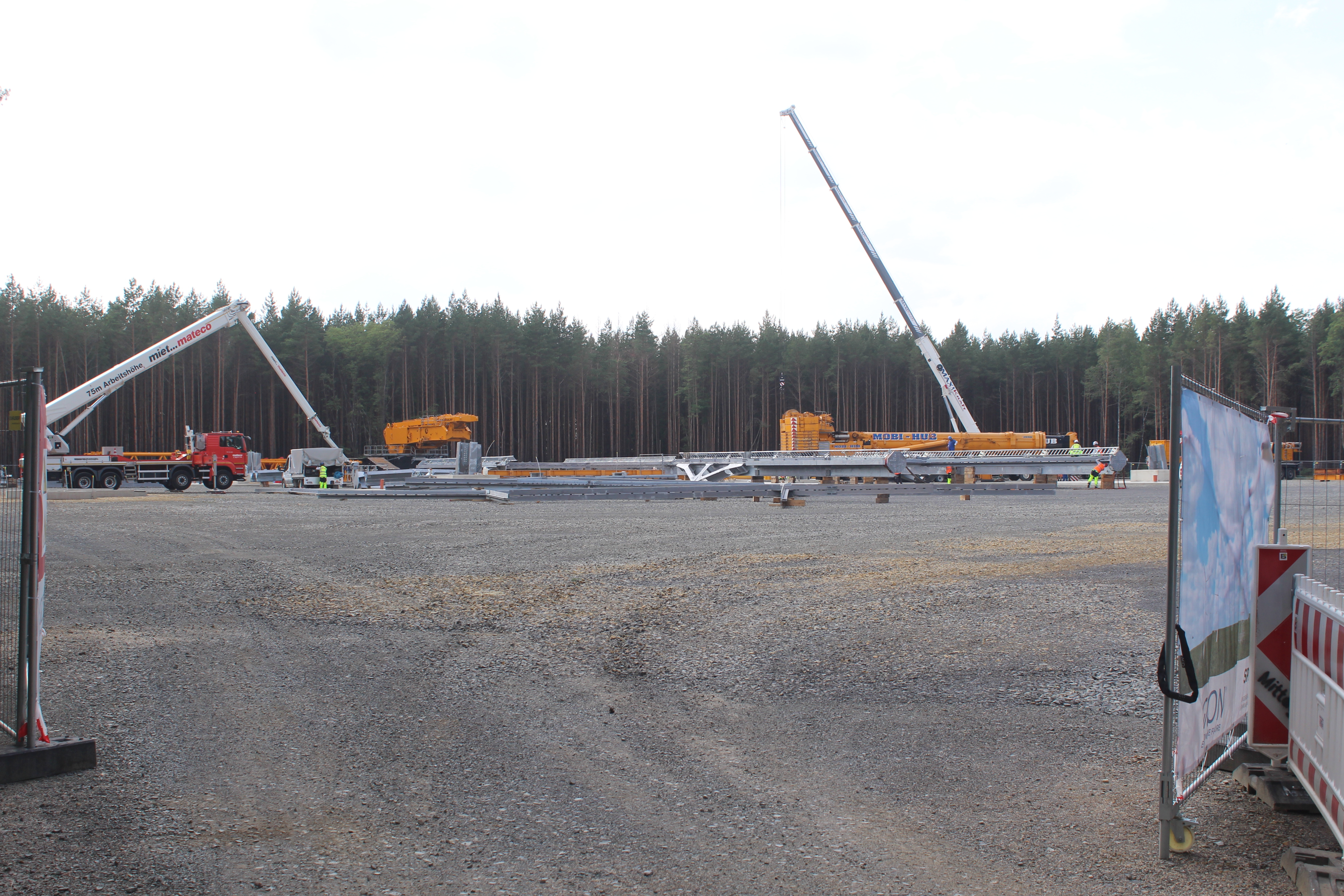
Baustelle des GICON-Höhenwindrad Schipkau im Juli 2025

Das GICON-Höhenwindrad Schipkau ist eine seit 19. September 2024 in Bau befindliche Windkraftanlage am Rande der Gemeinde Schipkau. Die Anlage am Standort 51° 30′ 30,4″ N, 13° 51′ 46,8″ O zwischen den Windparks Klettwitz-Nord und Klettwitz-Süd wird nach ihrer Fertigstellung, voraussichtlich im Sommer 2026, das höchste Windrad der Welt und nach dem Berliner Fernsehturm das zweithöchste Bauwerk in Deutschland sein.
Das Windrad wird aus einem 300 Meter hohen Stahlfachwerkturm bestehen, auf dem eine Vensys126-Windkraftanlage mit einer Nennleistung von 3,8 MW und einem Rotordurchmesser von 126 Metern installiert werden soll, so dass die Gesamthöhe der Konstruktion 363 Meter betragen wird. Andere Quellen sprechen von einer Gesamthöhe von 365 Metern.
Da kein verfügbarer Kran in der Lage ist, das Maschinenhaus mit dem Generator auf eine Höhe von 300 Metern zu heben, besteht der Turm aus zwei Teilen: einem festen Außenturm und einem innerhalb der Konstruktion verschiebbaren Innenturm. Zur Montage des Maschinenhauses (und für spätere Wartungsarbeiten) wird der Innenturm zunächst abgesenkt, damit ein geeigneter Kran die Turmspitze erreichen kann. Anschließend wird der Innenturm auf die gewünschte Höhe ausgefahren.
Auftraggeberin des Projekts ist die beventum GmbH, eine 100%‑ige Tochter der Bundesagentur für Sprunginnovation. Realisiert wird das Höhenwindrad von der Firma GICON.